# ニーダーアウラ
ニーダーアウラ (ドイツ語: Niederaula)はドイツ連邦共和国ヘッセン州カッセル行政管区のヘルスフェルト＝ローテンブルク郡に属す市場町である。

## 地理

### 位置
ニーダーアウラは、レーン山地の支脈とクニュル山地の支脈との間のフルダ川沿いに位置する。アウラ川、ヨッサ川、ハッテンバッハ川が町内でフルダ川に合流する。
最寄りの大きな街は、北東 10 km にバート・ヘルスフェルト、西 24 km にアルスフェルト、南 29 km にフルダがある。

### 隣接する市町村
ニーダーアウラは、北はキルヒハイムおよびバート・ヘルスフェルト、東はハウネック、南はハウネタール（以上、ヘルスフェルト＝ローテンブルク郡）およびシュリッツ（フォーゲルスベルク郡）、西はブライテンバッハ・アム・ヘルツベルク（ヘルスフェルト＝ローテンブルク郡）と境を接している。

### 自治体の構成
市場町ニーダーアウラは、ニーダーアウラ、メングスハウゼン、ゾルムス、ニーダーヨッサ、ハッテンバッハ、クレバ、ケルスペンハウゼン、ヒルパーハウゼンの8地区からなる。

## 歴史

### カロリング朝の寄進
ニーダーアウラは、779年のカール大帝からヘルスフェルト修道院への寄進状に記述されている。この文書の写本が、12世紀からヘルスフェルト修道院の公文書集に伝承されている。
「アウラ (Owelaha): フランケンとランゴバルトの王カールは、ルルス司教の下、ヘッセンガウのフルダ川沿いにある使徒シモンとタダイの修道院に、アウラ川がフルダ川に合流する地点にあるアウラ (Oulaho) の村を含む王領 (Herrenmansus) を寄贈する。これはゲルハルトの息子フーヴァルトがかつて所有していたものである。」
アウラ (Oulaho) にあるヘルスフェルト修道院の8フーフェ10マンゼの旧所領は、同じ公文書集中に伝承されている Breviarium Sancti Lulli に記載されている。最初の貴族として Ortho de Ovilaha が記載されているが、この名前が時代ともに、Ovla、Owla と変化し、最終的に Aula（アウラ）となった。アウラ家一門が断絶した後、1480年からニーダーアウラの自由地はヴァイフェンバッハ家の所領となった。
- ニーダーアウラに関する記述がある779年のヘルスフェルト修道院の寄進状写本 (1)
- ニーダーアウラに関する記述がある779年のヘルスフェルト修道院の寄進状写本 (2)
- Breviarium Sancti Lulli

1378年のヴィタリスナハトの結果、ニーダーアウラはヘッセン方伯の所領となったが、1434年にヘッセン方伯ルートヴィ1世 (ヘッセン方伯)（1402年 - 1458年）がニーダーアウラを再びヘルスフェルト修道院に移譲した。

### 1700年以後のアムト・ニーダーアウラ
その後1686年に方伯カールがホルツハイム村とシュテルクロス村をロムロート家から購入した。1787年にアムト・ニーダーアウラとアムト・ホルツハイムが合併し、ホルツハイムにアムトの本部が置かれた。
ナポレオン時代、ヘッセン選帝侯領（したがってヘルスフェルト侯領も）は、1807年から1813年までヴェストファーレン王国の一部であった。
再興されたヘッセン選帝侯領で郡組織が適用されたことにより、1821年に固有の裁判権を含む様々な自治権を失った。しかし早くも1831年には「ニーダーアウラ司法局」が設けられ、1878年に「ニーダーアウラ区裁判所」と改名された。これは、ヘルスフェルト区裁判所の分所として1968年まで存続していた。

### 町村合併
1970年12月31日に、それまで独立していたメングスハウゼンが合併した。1971年12月31日にハッテンバッハ、クレバ、ニーダーヨッサ、ゾルムスがこれに加わった。1972年8月1日にロスバッハを含むケルスペンハウゼンと、1970年12月31日に合併していたヒルパーハウゼンが合併した。

## 行政

### 議会
ニーダーアウラの町議会は、31議席で構成されている。

### 首長
トーマス・ロールバッハ（無所属）は、2008年9月14日の選挙で 54.3 % の票を獲得して町長に選出された。

### 紋章
図柄: 赤地。金の爪と嘴を持ち、体を左に向けた（向かって右向き）銀色のフクロウ。その頭は正面を向いている。左上（向かって右上）も8本の突起がある銀の星。下部には黒い線で4本に分けられた水平の銀の波帯。
町は1978年2月28日にこの紋章を授けられた。
解説: フクロウ (ドイツ語: Eule) は、フクロウの川を意味するアウラ川の名前に由来する。4つの波帯は町内を流れる4本の川を、8つの突起がある星はこの町の8つの地区を意味している。星は、何世紀にもわたってこの町に多大な影響を与えたツィーゲンハイン伯の紋章に星が使われていたことから選ばれた。

## 文化と見所

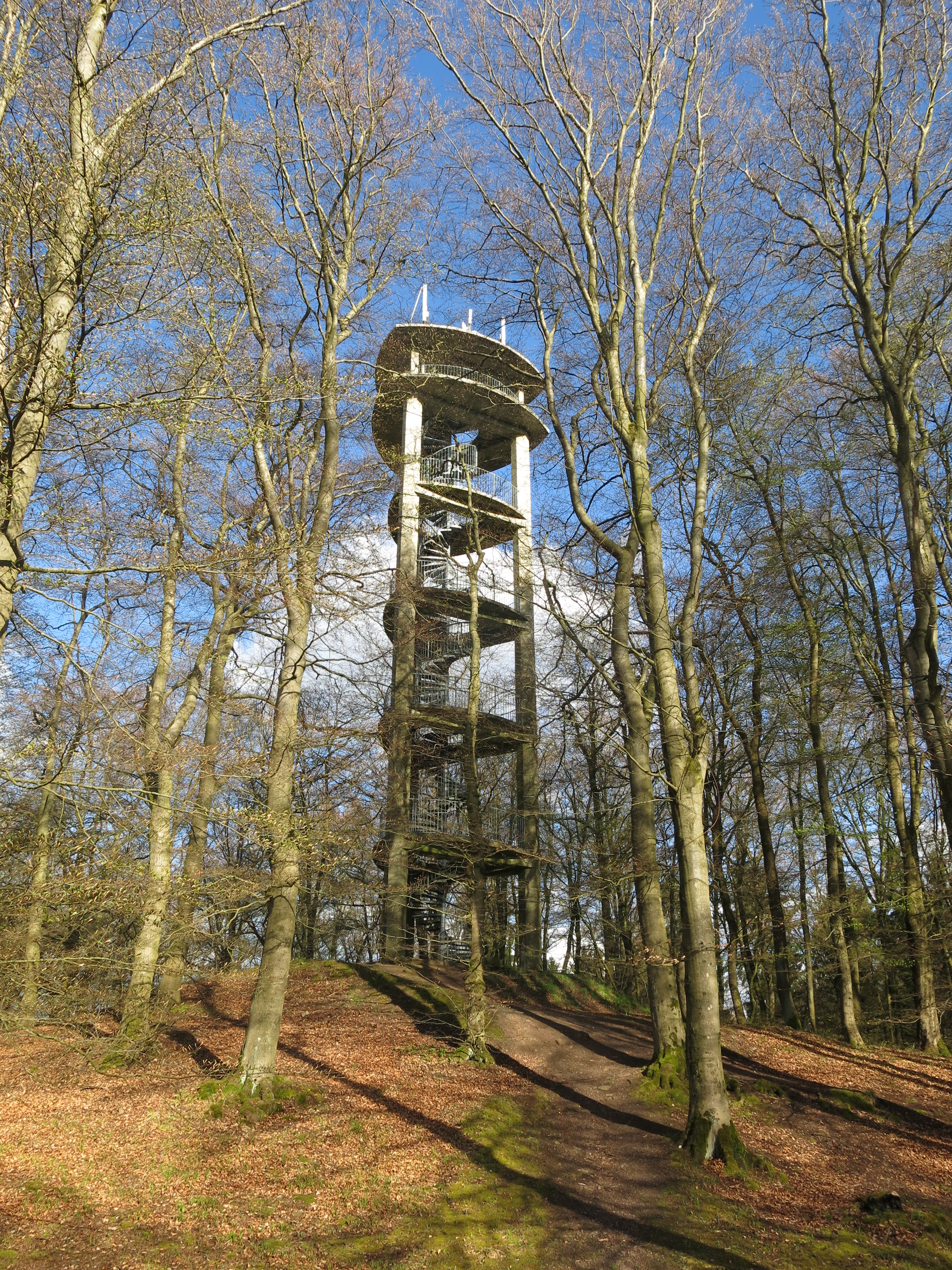
ホイスナー塔

- ホイスナー塔、メングスハホイザー・クッペに建つ展望塔
- ヴァレンフェルス城趾

ニーダーアウラの教会には、少なくとも2つの先行建築がある。現在の教会堂は1775年に建設されたものだが、それよりも古い教会塔を有しており、かつての塔の建築様式であるロマネスク様式の痕跡を遺している。さらに現在の教会前にゴシック様式の先行建築の遺構が見られる。東の塔の下層にゴシック様式の窓と尖頭アーチ型ヴォールトの一部が見られる。3階の四面それぞれに銃眼があるが、最上階の壁には丸いアーチ型の二重窓がはめ込まれている。塔はかつて木製の屋根で造られていたが、改修工事の際に修復され、交換された。
- ヴァレンフェルス城趾
- ニーダーアウラの福音主義教会

### スポーツ
スカートクラブ「アウラターツ・アッセ」は2007年にデュースブルクの第1回選手権大会で、国際スカート選手協会連合のドイツ杯をかけてボルケンのクラブ「アルター・マルクト」と戦い、勝利した。

## 経済と社会資本

### 経済
ニーダーアウラは、その地理上の理地位や交通の便がよいことから、さらに東西ドイツ国境が開放された後はドイツのほぼ中心に位置しているため、ドイツにおける流通業の中心に発展した。多くの流通サービス業者がニーダーアウラに輸送の積み替えを行う中心的な支社を置いている。

### 交通
ニーダーアウラは、アウトバーンの合流点であるキルヒハイム・ジャンクションとハッテンバッハ・ジャンクションに面している。すなわち、アウトバーン A4、A5、A7号線のすぐ近くに位置している。町内の主邑ニーダーアウラとニーダーヨッサ地区との間にA7号線のニーダーアウラ・インターチェンジがあり、キルヒハイム・インターチェンジ（やはりA7号線）やキルヒハイム・ジャンクションは中核地区から北西約 4 km、隣町のキルヒハイムに位置している。この他に連邦道 B62号線が町内を通っており、ここからB454号線が分岐している。この連邦道はアウトバーンと並行して走っているため、地域を超える通り抜け交通はほとんどないが、迂回路として利用されている。
高速鉄道ハノーファー - ヴュルツブルク線が町の西部のアウラ＝タール橋やハッテンベルクトンネルを通っているが、町内に停車はしない。かつてこの町にあったバート・ヘルスフェルト - トライザ線やニーダーアウラ - アルスフェルト線の5つの駅は、現在は旅客営業を行っていない。貨物列車は、手動の踏切があるという運行上の理由だけのためにニーダーアウラに停車する。最寄りの鉄道駅は約 12 km 離れたバート・ヘルスフェルトにある。

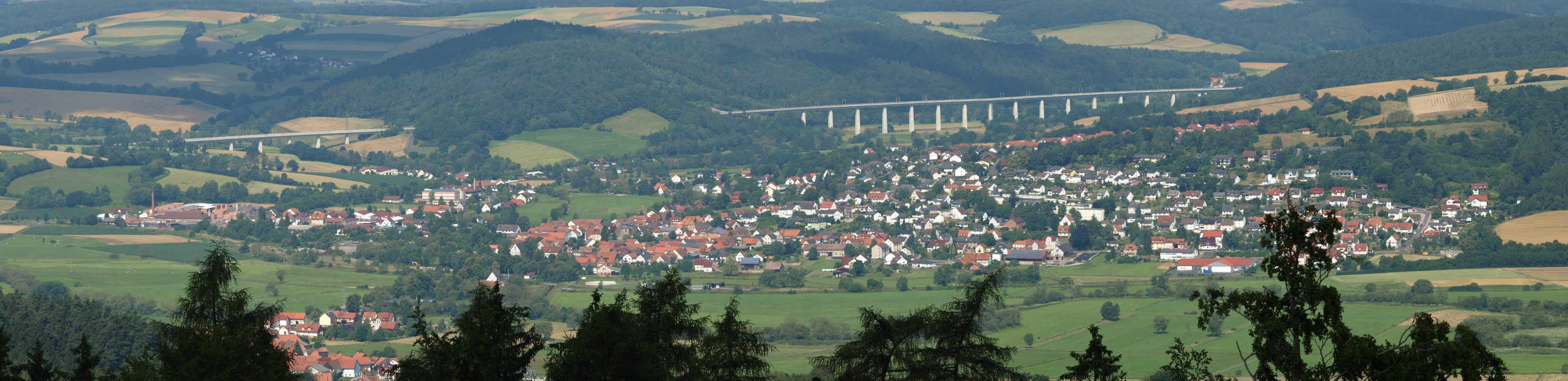
メングスホイザー・クッペからのニーダーアウラの眺望。画面中央から右にかけての奥に見えるのがアウラ＝タール橋。

バート・ヘルスフェルトへは、北ヘッセン交通連盟のバス路線380号線と390号線および、オンデマンドバス390号線が運行している。
この町を通る自転車道には以下のものがある:
- ヘッセン広域自転車道 R1号線（フルダ自転車道）: レーン山地の高台からフルダ川沿いに、ヴェーザー河畔のバート・カールスハーフェンまでの 250 km[11]。
- ヘッセン自転車道 R7号線は、フォーゲルスベルク山地を通ってヴェラ川とタウヌス山地とを結んでいる[12]。
- D-ルート 9号線（ヴェーザー・ロマンティック街道）は、北海からブレーメン、カッセル、フルダ、タウバータールを通ってアルゴイ（ドイツ語版、英語版）のフュッセンまでを結んでいる (1,197 km)[13]。

### 地元企業
町の中心部、アウトバーン A4, 5, 7号線沿いに多くの流通業者がある。この分野の大きな企業としては、ドイツポストの国際郵便分配センター、TNTインナイト GmbH & Co. KG の積み替え場、UPSの分配センター、GO! エクスプレス＆ロジスティクスの整理場、システム・アライアンスの積み替え場、シュタッペルト特殊鋼販売 GmbH の倉庫がある。
この他に、様々な分野の小さな企業として、合成樹脂容器製造業者ギース GmbH & Co.、クンストシュトッフヴェルク KG、魔法瓶製造業者 Dr. アンゾー・ツィマーマン GmbH がある。

## 訳注
1. ↑  ドイツ語: Vitalisnacht、1378年4月27日から28日にかけてヘルスフェルト修道院長ベルトルト2世フォン・フェルカースハウゼンがシュテルナー騎士同盟の援助を得てヘルスフェルト市の支配権を得ようとして失敗した事件